# 廣部泉
廣部 泉（広部 泉、ひろべ いずみ、1965年 - ）は、日本の歴史学者、明治大学教授。国際関係史専攻。

## 経歴
福井県生まれ。1989年東京大学教養学部アメリカ科卒業、1995年同大学院地域文化専攻博士課程中退、1995年ハーバード大学大学院博士課程修了、Ph.D.（歴史学）。1995年東大教養学部助手、1998年名古屋大学言語文化部専任講師、2001年同環境学研究科助教授、2002年北海道大学助教授、2008年明治大学政治経済学部准教授、2009年教授。

## 著書
- Japanese pride, American prejudice : modifying the exclusion clause of the 1924 Immigration Act / Stanford University Press, 2001
- 『グルー 真の日本の友』 ミネルヴァ書房〈ミネルヴァ日本評伝選〉, 2011
- 『人種戦争という寓話 黄禍論とアジア主義』 名古屋大学出版会, 2017
- 『黄禍論 百年の系譜』 講談社選書メチエ, 2020
- 『人種差別撤廃提案とパリ講和会議』筑摩選書, 2024